# Montfortula
Montfortula is een geslacht van weekdieren uit de klasse van de Gastropoda (slakken).

## Soorten
- Montfortula brevirimata (Deshayes, 1863)
- Montfortula chathamensis Finlay, 1928
- Montfortula kaawaensis (Bartrum, 1919) †
- Montfortula picta (Dunker, 1860)
- Montfortula pulchra (A. Adams, 1852)
- Montfortula rugosa (Quoy & Gaimard, 1834)